# گلوکنیک اسید
گلوکنیک اسید (به انگلیسی: Gluconic acid) با فرمول شیمیایی کربن6هیدروژن12اکسیژن7 یک ترکیب شیمیایی با شناسه پاب‌کم 10690 است. که جرم مولی آن 196.16 g/mol می‌باشد. شکل ظاهری این ترکیب، بلورهای بی‌رنگ است.